# Échame la culpa (canción)
«Échame la culpa» es una canción del cantante y compositor puertorriqueño Luis Fonsi en colaboración con Demi Lovato. Fue escrita por Fonsi, Andrés Torres y los hermanos Alejandro y Mauricio Rengifo, bajo producción de Andrés Torres y Mauricio Rengifo. La canción fue lanzada bajo Universal Music Latino, Republic Records e Island Records el 17 de noviembre de 2017 como el segundo sencillo de su décimo álbum de estudio titulado Vida.

## Lanzamiento y promoción
El 21 de octubre de 2017, Lovato publicó en sus redes sociales una foto de la grabación del vídeo musical, a lo que Fonsi comentó: «¿Qué pasa, Demi...?», y luego publicó una imagen detrás de escena en su Instagram, subtitulado: «¡Terminado! Es una envoltura», a lo que Lovato respondió: «Hola Fonsi». El 1 de noviembre de 2017, MTV News informó que la colaboración se titularía «Échame la culpa», canción que Fonsi se encontraba presentando en solitario durante sus conciertos durante el verano. En una entrevista con Billboard en iHeartRadio Fiesta Latina en Miami, Fonsi admitió: «Es una canción divertida, un disco divertido, ya filmamos el video». También reveló que la canción se estrenaría en dos semanas. En un vídeo compartido por Billboard el 13 de noviembre de 2017, se ve a Lovato y Fonsi conociéndose a través de una llamada de FaceTime para analizar detalles sobre su colaboración. El 14 de noviembre de 2017, Lovato llegó a las redes sociales para anunciar la fecha de lanzamiento, junto con un fragmento de la canción que presentaba solo su parte, mientras Fonsi publicaba una toma de él mismo acostado en la cama con almohadas cubiertas con las letras de la canción. El 17 de noviembre de 2017, Fonsi publicó una foto de un camión con él y Lovato, así como citas cortas que incluyen «¿Qué pasa Demi?» y «Hey Fonsi». Fonsi le dijo a Viva Latino: «Las letras son muy alegres. Es ese juego de palabras, ese famoso cliché de 'No eres tú, soy yo' que muchos de nosotros hemos usado».

## Recepción de la crítica
Jon Caramanica, de The New York Times, llamó a la canción «un número festivo y alegre», y sintió que Lovato cantaba en un entrecortado español «solo marginalmente menos cómodo que el semi-soul en inglés de bordes desiguales que emplea en otras partes de la canción». Deepa Lakshmin, de MTV News, escribió que es «tan infeccioso» como «Despacito». Ross McNeilage, de la misma publicación, consideró que la canción es «un himno absoluto» que va más allá de lo que «Despacito alguna vez hizo», y dio crédito al «impecable español de Demi y su indiscutible química». Bianca Gracie, de Fuse, lo consideró como «un refresco bienvenido lejos de la actual toma de control» de «Despacito».

## Video musical
El video musical comienza en la habitación de Demi, antes de que el dúo se reuniera en un almacén abandonado y celebrara una fiesta. En 24 horas de lanzamiento, el vídeo sumó más de 17 millones de visitas, un récord para Demi y también rompió el récord de la mayor cantidad de visitas para un vídeo latino en su día debut. En julio de 2018, este video fue nominado a un premio MTV Video Music Awards.

## Uso en medios
- La canción se usó en la campaña 2018 #MeMuevoconTenisyPunto de Falabella Colombia protagonizada por Paulina Vega y Carlos Torres.
- El programa de viajes argentino Por el mundo (2018)
- En Far Cry 6 es una de las canciones que se pueden escuchar en la radio.

## Posiciones

### Semanales
| Alemania        | Official German Charts       | 6  |
| Argentina       | Monitor Latino               | 1  |
| Australia       | ARIA Singles Chart           | 80 |
| Austria         | Ö3 Austria Top 40            | 1  |
| Bélgica (Fla)   | Ultratop                     | 9  |
| Bélgica (Val)   | Ultratop                     | 3  |
| Bolivia         | Monitor Latino               | 1  |
| Brasil          | Brasil Hot 100               | 57 |
| Canadá          | Canadian Hot 100             | 35 |
| Chile           | Monitor Latino               | 1  |
| China           | V Chart                      | 73 |
| Colombia        | National Report              | 1  |
| Colombia        | Monitor Latino               | 1  |
| Costa Rica      | Monitor Latino               | 1  |
| Croacia         | HRT                          | 2  |
| Unión Europea   | Euro Digital Songs           | 7  |
| Escocia         | Scottish Singles Chart       | 25 |
| Eslovaquia      | Singles Digital Top 100      | 4  |
| Eslovenia       | SloTop50                     | 15 |
| España          | PROMUSICAE                   | 1  |
| Estados Unidos  | Billboard Hot 100            | 47 |
| Francia         | SNEP                         | 18 |
| Grecia          | Digital Singles Chart        | 16 |
| Guatemala       | Monitor Latino               | 1  |
| Honduras        | Monitor Latino               | 1  |
| Hungría         | Single Top 40                | 4  |
| Irlanda         | IRMA                         | 40 |
| Italia          | FIMI                         | 6  |
| Letonia         | Latvijas Top 40              | 2  |
| Líbano          | The Official Lebanese Top 20 | 1  |
| México          | Mexico Español Airplay       | 1  |
| México          | Monitor Latino               | 1  |
| Nicaragua       | Monitor Latino               | 1  |
| Noruega         | VG-lista                     | 12 |
| Países Bajos    | Dutch Top 40                 | 17 |
| Panamá          | Monitor Latino               | 1  |
| Paraguay        | Monitor Latino               | 1  |
| Perú            | Monitor Latino               | 1  |
| Polonia         | Polish Airplay Top 100       | 4  |
| Portugal        | AFP                          | 25 |
| Reino Unido     | UK Singles Chart             | 46 |
| República Checa | Singles Digitál Top 100      | 1  |
| Rusia           | Tophit                       | 13 |
| Serbia          | Top 50 Srbija                | 9  |
| Suecia          | Sverigetopplistan            | 66 |
| Suiza           | Schweizer Hitparade          | 2  |
| Uruguay         | Monitor Latino               | 1  |
| Venezuela       | National Report              | 7  |
| Venezuela       | Monitor Latino               | 7  |

### Anuales
| País                 | Lista                  | Mejor posición |      |      |      |      |      |
| 2017                 | 2017                   | 2017           | 2017 | 2017 | 2017 | 2017 | 2017 |
| -------------------- | ---------------------- | -------------- | ---- | ---- | ---- | ---- | ---- |
| Honduras             | Monitor Latino         | 68             |      |      |      |      |      |
| Hungría              | Single Top 100         | 49             |      |      |      |      |      |
| Hungría              | Stream Top 100         | 77             |      |      |      |      |      |
| Nicaragua            | Monitor Latino         | 46             |      |      |      |      |      |
| 2018                 |                        |                |      |      |      |      |      |
| Alemania             | Official German Charts | 10             |      |      |      |      |      |
| Argentina            | Monitor Latino         | 2              |      |      |      |      |      |
| Austria              | Ö3 Austria Top 40      | 12             |      |      |      |      |      |
| Bélgica (Fla)        | Ultratop               | 15             |      |      |      |      |      |
| Bélgica (Val)        | Ultratop               | 26             |      |      |      |      |      |
| Bolivia              | Monitor Latino         | 3              |      |      |      |      |      |
| Canadá               | Canadian Hot 100       | 87             |      |      |      |      |      |
| Chile                | Monitor Latino         | 1              |      |      |      |      |      |
| Colombia             | Monitor Latino         | 35             |      |      |      |      |      |
| Costa Rica           | Monitor Latino         | 1              |      |      |      |      |      |
| Ecuador              | Monitor Latino         | 2              |      |      |      |      |      |
| El Salvador          | Monitor Latino         | 7              |      |      |      |      |      |
| Eslovenia            | SloTop50               | 2              |      |      |      |      |      |
| Estados Unidos       | Hot Latin Songs        | 7              |      |      |      |      |      |
| Estados Unidos       | Latin Pop Songs        | 4              |      |      |      |      |      |
| Estados Unidos       | Latin Airplay Songs    | 5              |      |      |      |      |      |
| Estados Unidos       | Latin Digital Songs    | 3              |      |      |      |      |      |
| Estados Unidos       | Latin Streaming Songs  | 9              |      |      |      |      |      |
| Guatemala            | Monitor Latino         | 3              |      |      |      |      |      |
| Honduras             | Monitor Latino         | 6              |      |      |      |      |      |
| Israel               | Galgalatz              | 39             |      |      |      |      |      |
| Italia               | FIMI                   | 28             |      |      |      |      |      |
| México               | Monitor Latino         | 9              |      |      |      |      |      |
| Nicaragua            | Monitor Latino         | 8              |      |      |      |      |      |
| Países Bajos         | Dutch Top 40           | 7              |      |      |      |      |      |
| Panamá               | Monitor Latino         | 2              |      |      |      |      |      |
| Paraguay             | Monitor Latino         | 7              |      |      |      |      |      |
| Perú                 | Monitor Latino         | 2              |      |      |      |      |      |
| Polonia              | Polish Airplay Top 100 | 49             |      |      |      |      |      |
| República Dominicana | Monitor Latino         | 41             |      |      |      |      |      |
| Suecia               | Sverigetopplistan      | 49             |      |      |      |      |      |
| Suiza                | Schweizer Hitparade    | 3              |      |      |      |      |      |
| Uruguay              | Monitor Latino         | 3              |      |      |      |      |      |
| Venezuela            | Monitor Latino         | 8              |      |      |      |      |      |

### Certificaciones
| País           | Organismo certificador | Certificación      | Ventas  | Ref.    |
| -------------- | ---------------------- | ------------------ | ------- | ------- |
| Alemania       | BVMI                   | Platino            | 400 000 | [ 112 ] |
| Austria        | IFPI — Austria         | Oro                | 20 000  | [ 113 ] |
| Bélgica        | BEA                    | Platino            | 20 000  | [ 114 ] |
| Brasil         | ABPD                   | Diamante           | 160 000 | [ 115 ] |
| Canadá         | Music Canada           | Platino            | 80 000  | [ 116 ] |
| Centroamérica  | IFPI — Centroamérica   | 4× Diamante        | 200 000 | [ 117 ] |
| España         | PROMUSICAE             | 4× Platino         | 160 000 | [ 118 ] |
| Estados Unidos | RIAA                   | 3× Platino (Latin) | 180 000 | [ 119 ] |
| Francia        | SNEP                   | Diamante           | 300 000 | [ 120 ] |
| Italia         | FIMI                   | 3× Platino         | 150 000 | [ 121 ] |
| México         | AMPROFON               | Diamante           | 300 000 | [ 122 ] |
| Noruega        | IFPI — Noruega         | 2× Platino         | 120 000 | [ 123 ] |
| Portugal       | AFP                    | 2× Platino         | 20 000  | [ 124 ] |
| Reino Unido    | BPI                    | Plata              | 200 000 | [ 125 ] |
| Streaming      |                        |                    |         |         |
| Suecia         | GLF                    | 2× Platino         | 16 000  | [ 126 ] |